# Köping (gemeente)
Köping is een Zweedse gemeente in Västmanland. De gemeente behoort tot de provincie Västmanlands län. Ze heeft een totale oppervlakte van 648,9 km² en telde 24 646 inwoners in 2005.

## Plaatsen
- Köping (stad)
- Kolsva
- Munktorp
- Malmön (Köping)